# Jumet
Jumet (en wallon Djumet) est une section de la ville belge de Charleroi située en Wallonie dans la province de Hainaut. Avant la fusion des communes belges de 1977, Jumet était une commune à part entière. Deux secteurs industriels ont façonné la commune de Jumet : le verre et le charbon.

## Étymologie
1. L'historien carolorégien Robert Hug a finement établi que "Jumet" (Gimiacum) procède d'un ancien domaine agricole gallo-romain (fundus), implanté au IIe siècle dans la Forêt charbonnière, au sud et à proximité de l'importante chaussée romaine de Bavay à Cologne. Il en a conservé le nom d'un de ses propriétaires, un certain Gimmius, ainsi que la nécropole située au Diarbois et fouillée à la fin du XXe siècle[4],[5].
2. Jean-Jacques Jespers avance que "Jumet" viendrait du domaine de Giamonius, nom peut-être dérivé de celui du septième mois du calendrier celtique (Giamonios)[6].

## Géographie

### Localités limitrophes
|                    | Gosselies   |         |
| Roux               | Jumet       | Ransart |
| Marchienne-au-Pont | Lodelinsart | Gilly   |

### Géologie et relief
L'altitude minimum de 120 m se situe au pied de la colline de Heigne et le point le plus élevé à 183 m se trouve à l'extrémité ouest de la piste (unique) de l'aéroport dit "de Gosselies" (Brussels South Charleroi Airport).
C'est à Jumet que s'estompe, au sud, le plateau brabançon et que s'amorcent les pentes vers les vallées conjointes du Piéton et de la Sambre. Jumet est dans une zone d'affleurement des terrains houillers où les veines carbonifères sont relativement proches de la surface du sol.

### Voies de communication

#### Axes routiers anciens
Les axes routiers ci-après figurent déjà sur les cartes de cabinet des Pays-Bas autrichiens, levées à l'initiative du comte de Ferraris de 1770 à 1778 :
- Axe routier Est-Ouest de Gilly à Courcelles : rue Louis Lambert, chaussée de Gilly, rue Biernaux, rue Wattelar, rue de la Libération. Il est partiellement parcouru par les marcheurs du Tour de la Madeleine, fleuron du folklore de Jumet ;
- Axe routier nord-sud Bruxelles-Genappe-Gosselies-Charleroi, actuelle Nationale 5, il coupe la partie Est de la localité :
  - a été pavé vers 1720-1721, pour transporter en toutes saisons vers les lieux de consommation le charbon extrait dans la région de Charleroi[8] ;
  - emprunté les 15 et 16 juin 1815, étape finale de la marche des cent jours par les armées françaises de Napoléon 1er, arrêtées à Waterloo le 18 juin 1815 ;
  - emprunté par 1 armée allemande le 22 août 1914, venant de Bruxelles et se dirigeant vers la vallée de la Sambre.

#### Axes routiers récents
- Axe routier Est-ouest : chaussée de Châtelet - route du Centre - [tronçon manquant de la rue de Marchienne à Jumet Gohyssart jusqu'à la rue des Quatre Seigneuries à Courcelles] - route du Centre jusqu'au Ring 3 et rue de la chaussée à Forchies-la-Marche ;
- Axe routier nord-sud : autoroute A54 Nivelles-Charleroi (E420), voie de délestage de la Nationale 5, elle coupe la partie nord-est.

### Transports publics

#### Voies ferrées (Infrabel)
Il n'y a plus de gare voyageurs à Jumet depuis 1953, cependant :
- la bordure Est de Jumet est proche de la gare de Lodelinsart, un point d'arrêt non gardé (PANG) situé sur la ligne 140 à double voie Ottignies - Charleroi-Central.
- la bordure Ouest de Jumet est proche de la gare de Roux, un point d'arrêt non gardé situé sur :
  - la ligne 124 A, doublement de la ligne 124 entre Luttre et Charleroi-Central : voies 2 et 3  ;
  - la ligne 124 de Bruxelles-Midi à Charleroi-Central : voies 4 et 5.

Remarque :
- la gare de Jumet-Brulotte et les voies ferrées industrielles de la commune ont connu un important trafic de marchandises - particulièrement la houille et les produits de l'industrie verrière - de 1880 aux années 1960, sur les lignes 119 (Châtelineau)-Châtelet - Luttre-(Pont-à-Celles) et 121 Roux-Lambusart.
- la gare de Jumet-Hamendes avait une vocation de gare à marchandises[9].

#### TEC Charleroi
La localité est sillonnée par :

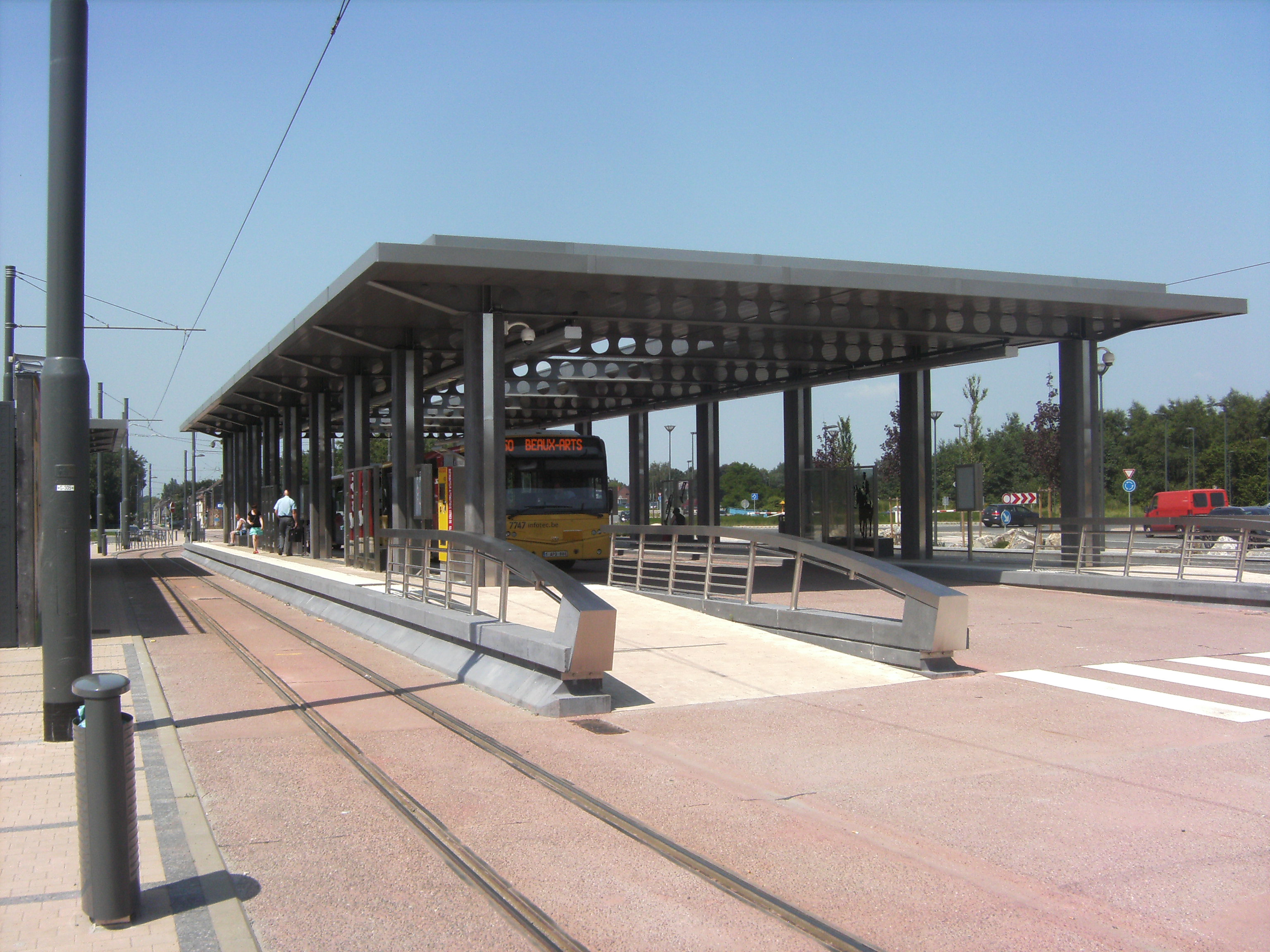
Arrêt de tram et de bus, la station Madeleine se trouve à proximité du dépôt TEC. C'est un stationnement incitatif à la sortie de la A54, comprenant plus de 200 places de stationnement pour automobiles.

- les bus du TEC Charleroi des lignes 12b, 18, 28, 41, 50, 60, 63, 67, 68, 85, 86, 172 et 365a ;
- la ligne M3 du métro léger de Charleroi traverse Jumet.

## Démographie et population
| 1801  | 1846  | 1900   | 1947   | 1977   | 2001   |
| ----- | ----- | ------ | ------ | ------ | ------ |
| 5 205 | 9 018 | 25 937 | 28 569 | 27 695 | 24 491 |

En 1810, Jumet est déjà la commune la plus peuplée de la région avec ses 5 420 habitants (Charleroi en compte 4 020 et Dampremy 392), c'est entre 1846 et 1871 que l'accroissement de la population est le plus fort, passant de 5 829 habitants en 1830 à 9 018 en 1846, à plus de 13 000 (la plupart des ouvriers) en 1864 (600 naissances par an), et à 20 240 en 1871.

## Histoire

### Des romains au royaume des Belgiques
Avant la conquête romaine : le territoire de Jumet est occupé par les Aduatuques, y installés vers -110 et qui comptent parmi les plus farouches résistants à l'envahisseur romain. Leur tribu est entièrement décimée par les Romains qui déportent et vendent comme esclaves 2/3 d'entre eux (César, dans ses "Commentaires", cite le nombre de 53 000 individus).
Époque romaine (à partir de 57 av. J.-C.) : le vaste territoire laissé libre par la disparition des Aduatuques est attribué par les Romains à un groupe de tribus d'origine germanique connu sous le nom de "Tongres" et c'est ainsi que, jusqu'à la fin de l'époque romaine, le territoire de Jumet (Gimiacum) est englobé dans la subdivision administrative appelée "Civitas Tungrorum", la Cité des Tongres, à la limite cependant de la Cité des Nerviens. La chaussée romaine de Bavay à Cologne passe à Liberchies, environ 10 km au nord du territoire de Jumet. Un diverticulum (chemin) nord-sud, traversant Gosselies et Jumet, relie Liberchies à la chaussée romaine de Bavay à Trèves, au point de jonction de Fontaine-Valmont (site des Castellains).
Époque franque : à partir du VIIe siècle, Gimiacum est englobé dans le Pagus Darnuensis (pays de Darnau), subdivision du Pagus Lomacensis (pays de Lomme). Les terres de Jumet, Heigne et Roux, toujours associées, sont léguées à l'abbaye de Lobbes, au plus tard en 713.
Haut Moyen Âge : en 888, Arnulf de Carinthie, roi de Germanie, fait don de Lobbes et de tous ses biens à Francon, évêque de Liège. Or, l'évêque de Liège est aussi abbé de Lobbes et plus tard, le prince-évêque de Liège est le prince de l'abbaye de Lobbes et l'abbé de Lobbes est seigneur de Jumet, Roux, Heigne par délégation du prince-évêque : c'est ainsi que, nonobstant les innombrables revendications d'ordre territorial ou fiscal des princes voisins, Jumet, Roux et Heigne resteront jusqu'en 1780 liées à la Principauté de Liège,. En effet, ce n'est qu'à la mort de Marie-Thérèse, impératrice d'Autriche et souveraine des Pays-Bas autrichiens, que le prince-évêque de Liège renonce à ses prérogatives sur Jumet : désormais, Jumet devient une terre franche du duché de Brabant.
Pays-Bas autrichiens (1713-1794) : Jumet est à la limite du duché de Brabant (Marchienne-au-Pont relève de la Principauté de Liège, Charleroi-Dampremy-Lodelinsart du comté de Namur, Gosselies et Ransart sont terres franches du duché de Brabant. Pendant le XVIIIe siècle, jusqu'en 1780, le lien avec les princes-évêques de Liège est présumé nominal et c'est en vain que ces derniers réclament ces terres de bout de ligne, enclavées quasi dans les Pays-Bas.
Le Régime français (1794-1815) : le 20 septembre 1792, la victoire de Valmy sauve la France de l'invasion étrangère. Peu après, le général français Dumouriez reçoit l'ordre d'occuper les Pays-Bas autrichiens : sa victoire de Jemmapes, le 6 novembre 1792, fait de Jumet une terre française jusqu'en 1815, avec une parenthèse qu'ouvre la défaite du même Dumouriez à Neerwinden, le 18 mars 1793, et que ferme la victoire remportée à Fleurus, le 26 juin 1794, par le général français Jourdan, commandant en chef de l'armée de Sambre-et-Meuse. Après quoi, Jumet fait partie du département de Jemmapes jusqu'à la défaite de Waterloo.
Le royaume uni des Pays-Bas (1815-1830) : à la fin de l'année 1815, dès la constitution du royaume uni des Pays-Bas, Jumet s'étendait sur plus de 9 km, de Ransart à Courcelles (lieu-dit Rianwelz). La commune de Jumet est, à cette époque, divisée en quatre sections. Les habitants de la quatrième section, composée des hameaux du Roux, de Hubes et de Wilbeauroux réclament l'indépendance. En conséquence, la commune de Jumet en est amputée en 1819.

### Rattachement ecclésiastique
De l'époque franque (888) jusqu'à l'occupation par les troupes révolutionnaires françaises :
- Jumet dépend de l'abbaye de Lobbes, incendiée le 13 mai 1794 et officiellement dissoute en 1796. Les moines de Lobbes ont établi notamment, en 1231, le prieuré de Heigne à Jumet[22]. La chapelle Notre-Dame de Heigne en est un témoignage.
- Jumet dépend de l'évêché de Liège de 888 à 1561, quand les bulles pontificales Super Universas du 12 mai 1559, du pape Paul IV et des limites du 11 mars 1561, du pape Pie IV, créent l'évèché de Namur aux dépens de celui de Liège ;
- Jumet n'étant pas cité dans la bulle, il faut attendre le Pouillé (l'inventaire) de 1639 pour lire que Jumet relève bien du diocèse de Namur et du décanat de Fleurus[18],[23] ;
- Après le Concordat, Jumet fait partie du diocèse de Tournai (1802).

Actuellement, les paroisses de Jumet (culte catholique romain) font partie du Diocèse de Tournai et de deux doyennés.
- Doyenné de Jumet :
  - Église Saint-Sulpice de Jumet Chef-lieu et chapelle de Jumet Heigne ;
  - Église Notre-Dame de l'Immaculée Conception de Jumet Gohyssart ;
  - Église du Sacré-Cœur de Jumet-Try-Charly ;
  - Église Saint-Joseph de Jumet-Houbois.
- Doyenné de Gilly : Église Saint-Lambert de Jumet-Hamendes.

### Tranches d'histoire

#### Le ballon de Fleurus
La première observation militaire de l'histoire de l'aérostation a lieu à Jumet lors de la bataille de Fleurus remportée par le général français Jourdan le 26 juin 1794.
L'Entreprenant, un aérostat gonflé à l'hydrogène, est acheminé de Maubeuge - où a été construite une unité gazière - jusqu'au plateau du moulin de Jumey où il sera utilisé. Le ballon gonflé et dépourvu de sa nacelle est traîné par des cavaliers ; il traverse Jumet le 24 juin 1794, « ...le général Jourdan a témoigné le désir qu'il (l'aérostat) pût être transporté à Jumet pour juger les mouvements de l'ennemi qu'on soupçonnait se rassembler, l'ordre a été donné et il a passé la Sambre à 4 heures, est arrivé vers 6 h 1/2 à Jumet, il marchait au grand trot des cavaliers d'escorte qui tenaient les cordes ».
Le ballon s'est élevé depuis le plateau occupé actuellement par le dépôt du TEC Charleroi et l'extrémité ouest de la piste de l'aéroport de Gosselies. C'est là aussi que se trouvait l'état-major du général français Jourdan et les représentants du Peuple Guyton de Morveau, Gillet et Saint-Just, « sur le plateau du moulin de Jumey… » situé à l'altitude approximative de 180 mètres.

#### Industrie verrière duXVIIesiècleauXXesiècle
Grandes consommatrices d'énergie, les verreries ont contribué au développement de l'extraction charbonnière.
Au cœur des gisements miniers, Jumet est pionnière puisque la famille de Colnet - lignée de gentilshommes verriers - y construit la première fournaise (four) en 1621, dans le bois du Sart, aux Hamendes. Ils trouvent sur place les matières premières, le bois de chauffe et la potasse (en provenance de cendres de bois ou de végétaux tels la fougère) nécessaires à la fabrication du verre. La verrerie produit surtout du verre à vitres "en plat" et des petits objets en verre commun (petits récipients, fioles, etc).
C'est à Jumet que l'industrie verrière semble avoir été le plus anciennement pratiquée dans la région carolorégienne. Les de Colnet avaient importé leur savoir-faire de Thiérache, où ils avaient déjà exploité, dès le XIVe siècle, des fours dont le verre était soufflé selon les deux techniques de l'époque :
- le soufflage en manchons (introduit à Jumet en 1727)[3]:
  - travail du soufflage destiné à façonner un cylindre de verre ;
  - travail de l'étendage qui permet la transformation du cylindre froid en une feuille de verre plat, en le fendant sur sa longueur et en le déployant avec des tenailles.
- le soufflage en plateau : les disques de verre ou cives sont obtenus grâce à la force centrifuge et par l'ouverture d'une bulle de verre. Il n'apparaît qu'au XIVe siècle et est abandonné au milieu du XVIIIe siècle.

Vers 1650, d'autres verriers expérimentés arrivent à Jumet :
- Engagé dans une verrerie liégeoise en 1650, Martin Falleur (1620-1685) s'installe à Jumet où il développe son art. Il est originaire de la Forêt-Noire.
- Jean de Condé, issu d'une famille lorraine, épouse en 1654 Marie de Colnet, nièce de Jean de Colnet, maître verrier à la verrerie des Hamendes. Leur fille Marie de Condé (1656-1741) épousera en 1680 Gédéon Desandrouin (1640-1735), maitre verrier dans le Clermontois, arrivé en 1667 après la prise de la forteresse de Charleroi par les armées de Louis XIV[27].

Avant celle du verre à vitres, la production de bouteilles prend un développement important dès le milieu du XVIIe siècle, la famille Falleur s'y distingue.
Au XVIIIe siècle, l'arrivée de verriers allemands dans la région de Charleroi - surtout le périmètre limité de Lodelinsart, Gilly, Dampremy, Charleroi et Jumet - va donner un élan capital à l'industrie verrière. En effet, ceux-ci étaient passés maîtres dans le procédé de soufflage en canons.
Leurs noms méritent d'être cités : Jean Gaspar Müller, Jean Ulric Greiner, Jean Georges Reinhardt, trois souffleurs originaires de Sarre - arrivés en 1726 - et Melchior Andries et Jean Engelhardt - arrivés en 1729 - pour la production de verre plat, Joseph Schmidt, Balthasar Andries et Jean Andries arrivés en 1734, enfin Philippe Amrhein et Jean Gaspar Weygant arrivés en 1740.
En 1763, quatre verreries existent à Jumet et emploient quarante-cinq ouvriers dont treize souffleurs. Elles sont exploitées respectivement par les familles Falleur, de Dorlodot, de Condé et de Colnet. Avec Charleroi, et grâce au savoir-faire des verriers allemands, Jumet est la plus importante commune verrière des Pays-Bas autrichiens. La production consiste essentiellement en feuilles de vitrage ordinaire de teinte légèrement verdâtre, dont les verreries ont le monopole dans les Pays-Bas autrichiens et la Principauté de Liège.
Plus d’une centaine de verreries différentes ont cohabité ou se sont succédé en l'espace d'un siècle dans le périmètre limité de Lodelinsart, Gilly, Dampremy, Charleroi et Jumet + Roux.
Après la révolution française (1794), d'autres industriels apparaissent : les Ledoux installent deux nouvelles fabriques, qui produiront du verre à vitres blanc en recourant à la soude artificielle. Les Drion et les Houtart reprennent les verreries exploitées précédemment par les de Colnet et les de Dorlodot.
Après l'indépendance belge, en 1834, Jumet est la commune qui groupe le plus d'établissements verriers, soit sept sur les dix-huit que compte la région de Charleroi où se trouve concentrée la quasi-totalité de la production belge de verres à vitres et à bouteilles.
En 1836 se constitue la société anonyme "Manufactures de glaces, verre à vitre, cristaux et gobeleterie" qui reprend notamment deux verreries jumétoises appartenant respectivement aux familles Drion et Houtart. Une autre société anonyme, la "Société de Charleroy pour la fabrication du verre et de la gobeleterie" est créée à Charleroi la même année, mais ne vécut qu'une dizaine d'années. L'objectif de ces sociétés était de réunir les capitaux nécessaires à un plus grand développement. Jusqu'en 1845, l'augmentation de la production ne se fera que par le développement des verreries existantes. Jusqu'en 1881, ce ne sont pas moins que treize nouveaux établissements qui seront érigés dans la commune. Les perfectionnements techniques, chauffage au gaz et surtout la mise au point au milieu des années 1880 des fours à bassins, dynamisent le secteur qui connaîtra une prospérité inégalée. Les ouvriers s'organisent en syndicats; si l'Union Verrière ne résiste pas aux multiples condamnations de ses membres après les émeutes de 1886, la Nouvelle Union Verrière d'Edmond Gilles prospéra dès 1894 auprès des ouvriers du verre chaud et le Syndicat des verriers magasiniers belges, dont le siège est situé à Jumet, auprès du verre froid. On estime qu'à la fin du XIXe siècle, la moitié de la main d'œuvre jumétoise était employée dans le secteur du verre. Jusqu'à la fin du XIXe siècle, toute la production de bouteilles de Belgique était réalisée par trois verreries de Jumet. Ruinée par la concurrence allemande, elle était près de disparaître lorsque Léon Monnoyer, président des Verreries de Jumet, décida de consacrer un de ses sièges exclusivement à la fabrication de bouteilles. C'est ainsi qu'en 1911, cet établissement était le seul producteur belge de bouteilles, avec une production annuelle de 12 000 000 de pièces réalisées entièrement à la bouche grâce à des souffleurs venus d'Allemagne.

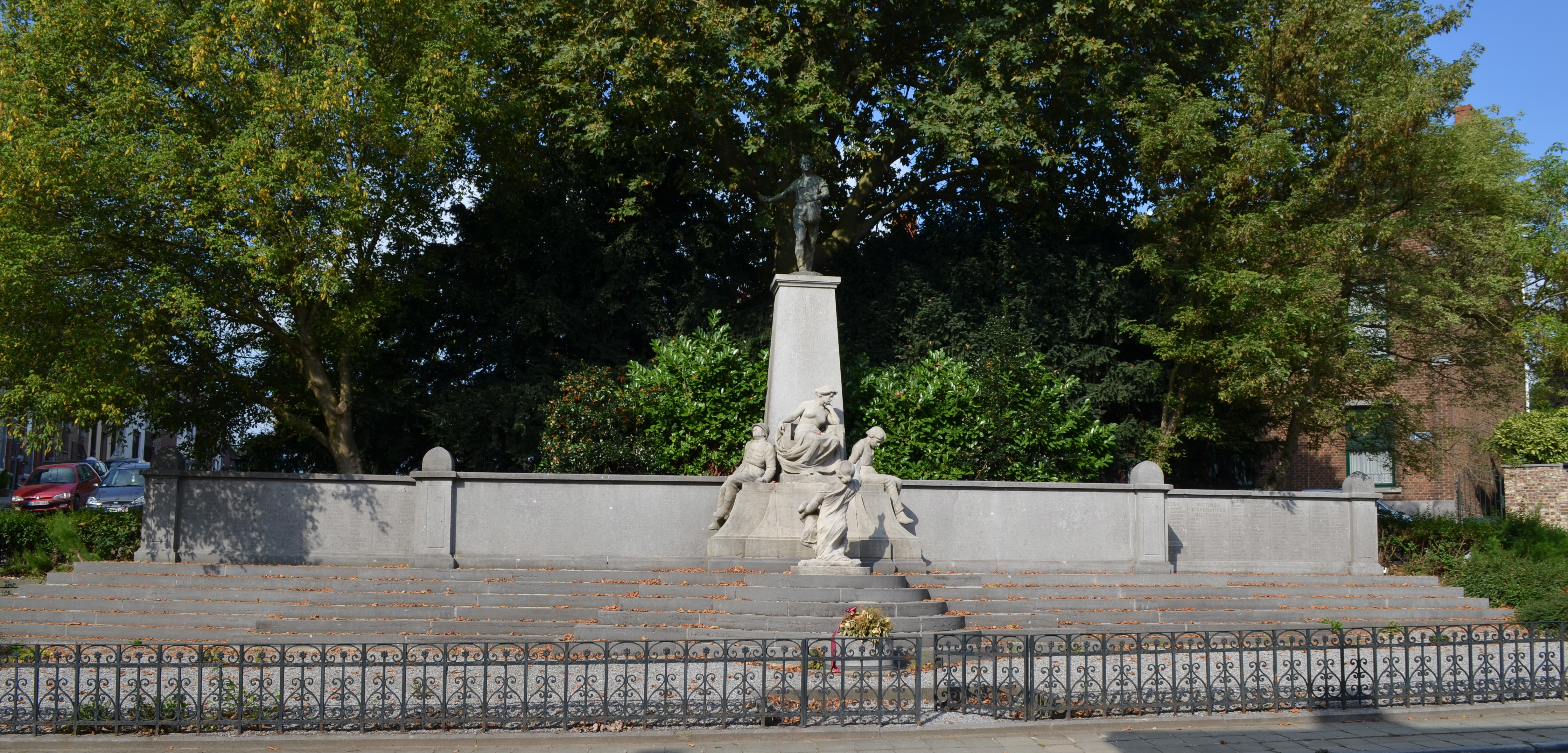
Monument aux morts de la Première Guerre mondiale (1925).

Avec le développement des machines, et notamment du procédé Fourcault d'étirage du verre, l'industrie verrière va être totalement bouleversée. L'ouvrier verrier devient un rouage dans le processus de fabrication. Les ouvriers spécialisés, souffleurs, étendeurs, coupeurs, jadis si fiers de leurs privilèges vont disparaître en quelques années. Peu avant la Première Guerre mondiale, la surface de verre à vitres produite est élevée : pour exemples, les verreries des Hamendes, dirigées par Louis Lambert et employant 1 400 personnes, produisent en 1912 plus de 5 000 000 m² de vitres, la Société anonyme des Verreries belges (ex-verreries Baudoux) produit 4 000 000 m² en employant 1 200 personnes.
En septembre 1930, les ultimes canons de la verrerie à vitres sont soufflés à la Verrerie de la Coupe de Jumet. C'est également en 1930 que les sociétés belges produisant du verre à vitres se regroupent au sein de l'Union des Verreries Mécaniques Belges (UVMB), en vue de réorganiser un secteur possédant des moyens de production pléthorique. De nombreuses installations, dont plusieurs jumétoises (notamment les Verreries du Centre), furent définitivement arrêtées. En 1961 est constituée la S.A.Glaverbel, par la fusion de l'UVMB et de la société Glaver. La verrerie des Hamendes assurera à elle seule toute la production belge de verre à vitres. Le secteur de la bouteillerie connaît lui aussi sa concentration lors de la création, en 1963, des Bouteilleries Belges Réunies, regroupant les trois principaux établissements belges, dont les verreries de la Coupe (Bennert et Bivort) à Jumet. Cédé ensuite à la S.A.Verlipack, l'établissement est définitivement fermé en 1997, mettant ainsi un point définitif à l'aventure du verre à Jumet.

#### Extraction houillère aux siècles passés
La Charte de Jumet de 1461 réglait déjà le partage de la houille extraite dans la commune de Jumet entre le seigneur et les habitants. Primitivement, l'extraction de la houille se pratique par effleurement et sur une petite échelle ou est effectuée soit par des carrières à ciel ouvert, soit par des galeries inclinées partant de la surface du sol et poursuivant sur une pente douce le déhouillement des veines en profondeur. Ces systèmes d'exploitation sont en usage dans la région de Charleroi jusqu'au XVIIe siècle, époque où le pays de Charleroi commence à se peupler et à prendre de l'extension. Il faut attendre le recensement de 1768 pour que Jumet compte environ huit cents maisons et un compte de l'abbaye de Lobbes des années 1698-1702 cite le chiffre de quarante veines données en bail, mais dont les trois quarts ne sont plus exploitées.
Démarches pour exploiter une veine de houille à Jumet au XVIIIe siècle
Dans la principauté de Liège, pour se lancer dans l'exploitation d'une veine de charbon, il faut d'abord obtenir l'autorisation du propriétaire du sol. À Jumet, c'est l'abbé de Lobbes qui est le seigneur trèsfoncier et c'est lui qui va concéder les baux d'exploitation minière sous forme d'une autorisation qu'on appelle congé. En retour, le futur exploitant devra lui payer un "droit de terrage", une redevance minière seigneuriale qui peut s'acquitter soit sous la forme du "cens" par le paiement annuel d'une somme fixe ou de "l'entrecens" sous forme d'une redevance proportionnelle à l'importance de l'extraction. Néanmoins, le droit minier en principauté de Liège permet au propriétaire de la surface du sol d'exploiter sur son bien la terre-houille (mélange de terre et de houille) qui peut être ramassée en surface "au jet de pelle". C'est donc bien pour l'exploitation de la houille tendre que le congé est nécessaire. L'exploitation est confiée au parçonnier, qui n'est pas nécessairement un houilleur de profession ; il peut être un travailleur agricole qui se livre à l'extraction du charbon quand les travaux des champs lui en laissent le temps. En général, il a du sous-sol une connaissance très précise car à Jumet les veines carbonifères s'enchevêtrent, se confondent ou se perdent.
Au milieu du XVIIIe siècle, l'exploitation des veines à faible profondeur touche à sa fin car les couches supérieures sont épuisées. Approfondir reste une solution, mais il faut disposer de moyens techniques performants pour faire face aux difficultés d'extraction et surtout, il faut pouvoir évacuer les eaux souterraines. Vers 1712, l'Anglais Thomas Newcomen a bien inventé une machine d'exhaure, mais ça représente un lourd investissement pour un petit parçonnier ; c'est pourquoi l'exploitation des veines carbonifères profondes sera dorénavant financée par des hommes assis sur un coussin financier confortable.
Volet technique de l'extraction en profondeur au XVIIIe siècle
Dans l'exploitation d'une fosse, plusieurs fonctions doivent être assurées :
- descendre et remonter les personnes qui y travaillent ;
- ramener à la surface la houille extraite et transporter au fond le matériel destiné aux travaux et à l'entretien ;
- épuiser les eaux souterraines et aérer les galeries ou conduits.

Ces conditions d'exploitation sont assurées par des puits ou bures et la profondeur à laquelle on descend est fonction de la capacité à renouveler l'air et épuiser les eaux : environ deux cents mètres.
1. Le puits d'extraction : creusé par des avalleurs qui, au fur et à mesure de l'avancement des travaux garnissent les parois d'un revêtement pour éviter les éboulements. Au fond du puits, à côté de la bure, est disposée une vaste salle bien étançonnée d'où on charge la houille extraite ; c'est là que débouchent les galeries principales permettant aux hiercheurs d'amener les houilles extraites des tailles pour les évacuer au jour chargées dans des cuffats (cuves de bois pourvues d'une armature de fer). Le plus ancien de ces engins d'extraction est un simple treuil à bras appelé bourriquet.
2. Le puits d'aérage : le problème de l'aérage reste le grand problème de l'approfondissement des fosses ; si dans une fosse de trente ou quarante mètres l'air se renouvelle naturellement, il n'en est plus de même à de plus grandes profondeurs où le grisou (gaz méthane) risque d'asphyxier les travailleurs et de provoquer des explosions. Toute la technique consiste donc à créer dans la fosse un courant d'air par l'enfoncement d'un nouveau puits dit puits ou bure d'aérage. En y ajoutant dehors une cheminée en briques, le tirage est considérablement amélioré.
3. L'exhaure ou épuisement des eaux souterraines : là où le niveau d'exploitation est peu profond dans une exploitation proche d'une vallée - cas rare en l'occurrence - on place un conduit amenant en pente douce les eaux directement à l'extérieur. Pour toutes les autres exploitations, il faut amener les eaux des galeries au plus profond de la mine, dans un réservoir appelé bougnou, vidé la nuit (en dehors des heures d'extraction) à l'aide de petits tonneaux appelés tinnes remontés au jour pour y être vidés. Quand on commence à exploiter plus profondément, il faut épuiser avec une machine à feu du type Newcomen. En 1747, une machine d'exhaure installée dans la Cour Puissant (actuellement Allée verte) pompe les eaux du bougnou de la houillère de Notre-Dame-au-Bois de Jumet.

Le temps des investisseurs à Jumet
Avec l'arrivée du grand capitalisme dans les exploitations, les années 1735-1740 marquent un tournant, car des hommes d'affaires, gros industriels soucieux de participer à la production d'un combustible nécessaire pour leurs autres entreprises, et des gens fortunés, riches propriétaires désireux d'y placer des fonds, vont investir de grosses sommes dans l'industrie houillère à Jumet : François-Louis Puissant et son fils François-Joseph, maîtres de forges à Charleroi, Simon Bivort, propriétaire d'une papeterie habitant Namur, Pierre-Joseph Renson, maître de forges habitant Dinant.
En 1745, ces investisseurs vont obtenir du Sieur Abbé de Lobbes un bail consenti à la "Société Notre-Dame-au-Bois de Jumet" qu'ils viennent de créer.
Voies de communication
Écouler la houille à un rythme soutenu auprès des consommateurs lointains implique le transport en toutes saisons. Au XVIIIe siècle, seule la route Bruxelles-Charleroi, pavée dès 1720-1721, répond à ce critère. Pour écouler sa production vers cette route, la "Société Notre-Dame-au-Bois de Jumet" trace une route pavée de grès (actuelle rue Puissant) depuis la Cour Puissant.
Plus tard, la production des puits sera aussi évacuée par :
- le canal Bruxelles-Charleroi creusé :
  - au gabarit de 70T entre 1827 et 1832 ;
  - au gabarit de 300T entre 1873 et 1893[37] ;
- des raccordements ferroviaires qui relient les sites d'exploitation aux lignes de chemin de fer 119, 121 et 140 vers 1880.

Principaux puits houillers de Jumet au XXe siècle
- Société anonyme des charbonnages d'Amercœur, constituée en société anonyme le 1er juillet 1880 par plusieurs petites concessions, Notre Dame du Bois, Petite veine, Broce et Naye-à-Bois s'étendant sur 398 Ha. En 1929, la société emploie 1 673 ouvriers et produit annuellement plus de 300 000 tonnes de charbon maigre et demi-gras ; en 1955, elle n'en emploie plus que 743 et un an plus tard 167 :
  - Puits Belle-Vue à Jumet-Gohyssart, rue de Bayemont, abandonné en 1961 ;
  - Puits Naye-à-Bois (sur Roux dès 1819, fermé en 1959), site de la centrale électrique d'Amercœur ;
  - Puits de Chaumonceau en bordure de la rue Puissant, abandonné en 1960.
- Société des charbonnages du Centre de Jumet constituée en société anonyme le 1er août 1885 par la réunion de plusieurs petites exploitations, le Bois d'Heigne et Cabinette[Note 6], la Caillette, la vallée du Piéton et le Grand Bordia[Note 7], le Bois de Presles et Trieu des Agneaux. En 1930, la société emploie 960 ouvriers, en 1956 elle occupe encore 792 ouvriers :
  - Puits Saint-Quentin, à Jumet-Heigne, rue de Mons. Enfoncé en 1838 et abandonné en 1967 ;
  - Saint-Louis[Note 8], quartier Bruhaute, rue du vigneron. Enfoncé en 1891 et abandonné en 1967[38].
- Société anonyme des Charbonnages réunis de Charleroi :
  - Puits du Bois de Jumet, à Jumet-Hamendes, entre la rue de la Liberté et la rue des Hamendes. Fermé le 15 juillet 1960[39],[40],[41].

## Armoiries
|  | Blason de Jumet. Blasonnement : D'azur à deux clés d'or posées en sautoir. - Délibération communale : 30/10/1908 - Arrêté royal : 27/09/1909 - Moniteur belge : 14/10/1909 |

## Politique et administration

### Liste des bourgmestres de 1830 à 1976
Le dernier bourgmestre de la période hollandaise est Auguste Puissant. Viennent ensuite :
1. Auguste Frison (1795-1870) philanthrope et franc-maçon, bourgmestre de 1830 à 1857.
2. Clément Tahon (1828-1877) avocat catholique, bourgmestre de 1857 à 1864, issu de la famille qui a exploité le moulin à vent du lieu-dit Bellevue qui a servi de poste d'observation aux armées françaises lors de la bataille de Fleurus (le ballon de Fleurus).
3. Léopold Jacqmain (1813-1898), notaire libéral, bourgmestre de 1864 à 1877.
4. Jean-Baptiste Ledoux (1835-1917), philanthrope franc-maçon libéral et anticlérical, bourgmestre de 1877 à 1912, à l'origine de la construction d'un orphelinat et de la maison de retraite pour personnes âgées.
5. Joseph Lauwers (1867-1933), avocat libéral, bourgmestre de 1912 à 1919 (démissionnaire le 10 juin 1919). François Dewiest fera fonction de bourgmestre en 1919 et 1920.
6. Jules-Maximilien Francq (1860-1933), commerçant et dirigeant d'une petite entreprise, libre-penseur et franc-maçon anticlérical, bourgmestre de 1920 à 1922, démissionnaire de cette fonction le 9 novembre 1922.
7. Aimable-Pierre-François Dewiest (1864-1943), agent d'assurances, bourgmestre socialiste de 1922 au 9 septembre 1942, date de l'incorporation de Jumet dans le Grand Charleroi ; pour raison de santé, il est remplacé le 13 août 1940 par Auguste Delvaux, bourgmestre faisant fonction.
8. Auguste Delvaux (1875-1951), ouvrier verrier étendeur, bourgmestre socialiste de 1944 à 1951.
9. Marceau Remson (1900-1978), employé, bourgmestre socialiste de 1951 à 1964.
10. Jean Deterville (1923), docteur en droit, bourgmestre socialiste de 1965 à 1970.
11. Raymond Payen (1923-1997), chef d'entreprise, bourgmestre social-chrétien de 1971 à 1976[43].

## Patrimoine et culture

### Patrimoine civil

#### ThéâtreLe Varia

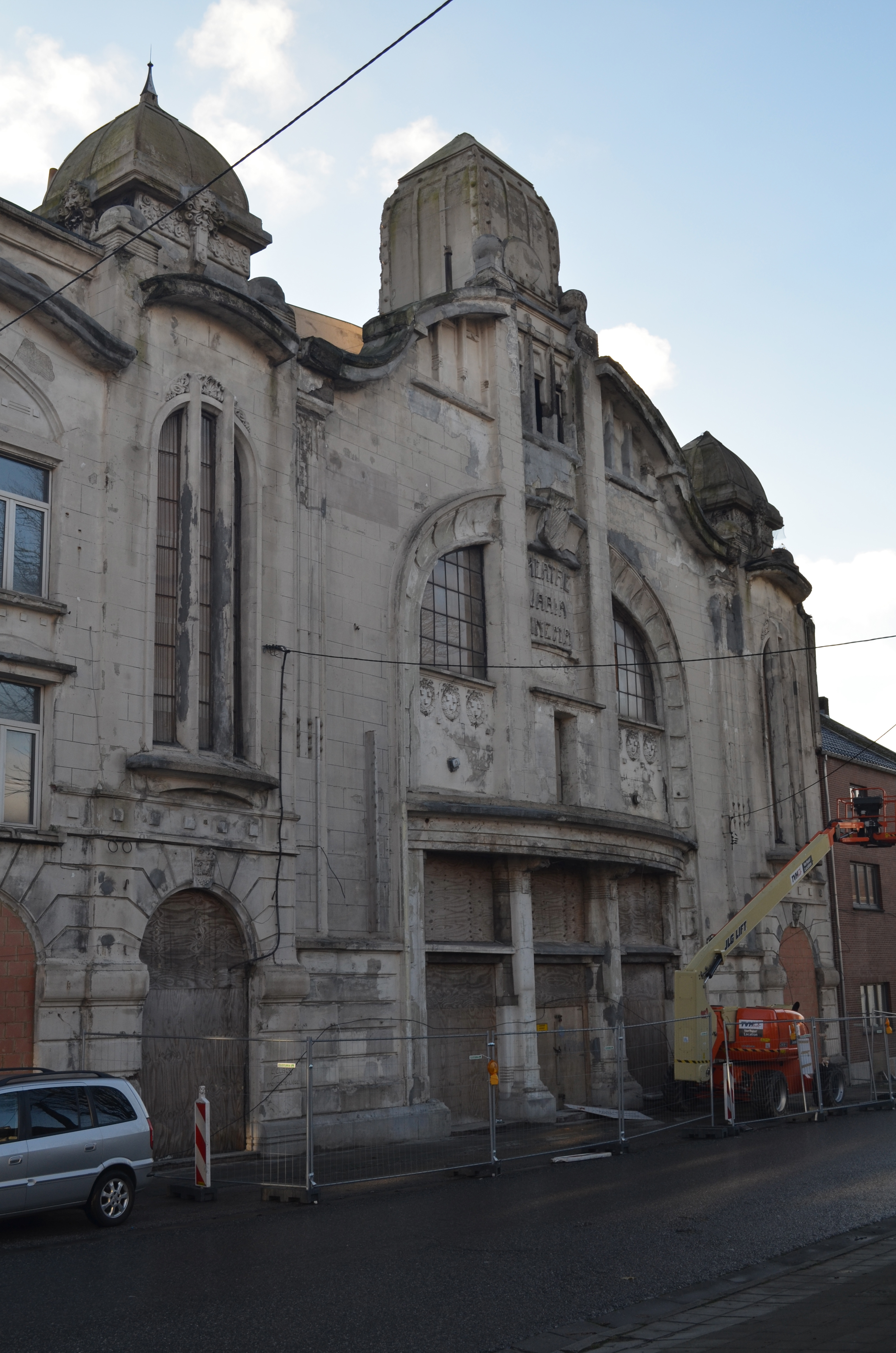
Le Varia.

Construit en 1913 par l'architecte E. Claes, sa façade Art nouveau en béton témoigne d'un certain modernisme éclectique avec des emprunts de modern-style. Bâtiment désaffecté en 1986 puis classé en 1992,.

#### LeBallon de l'an II

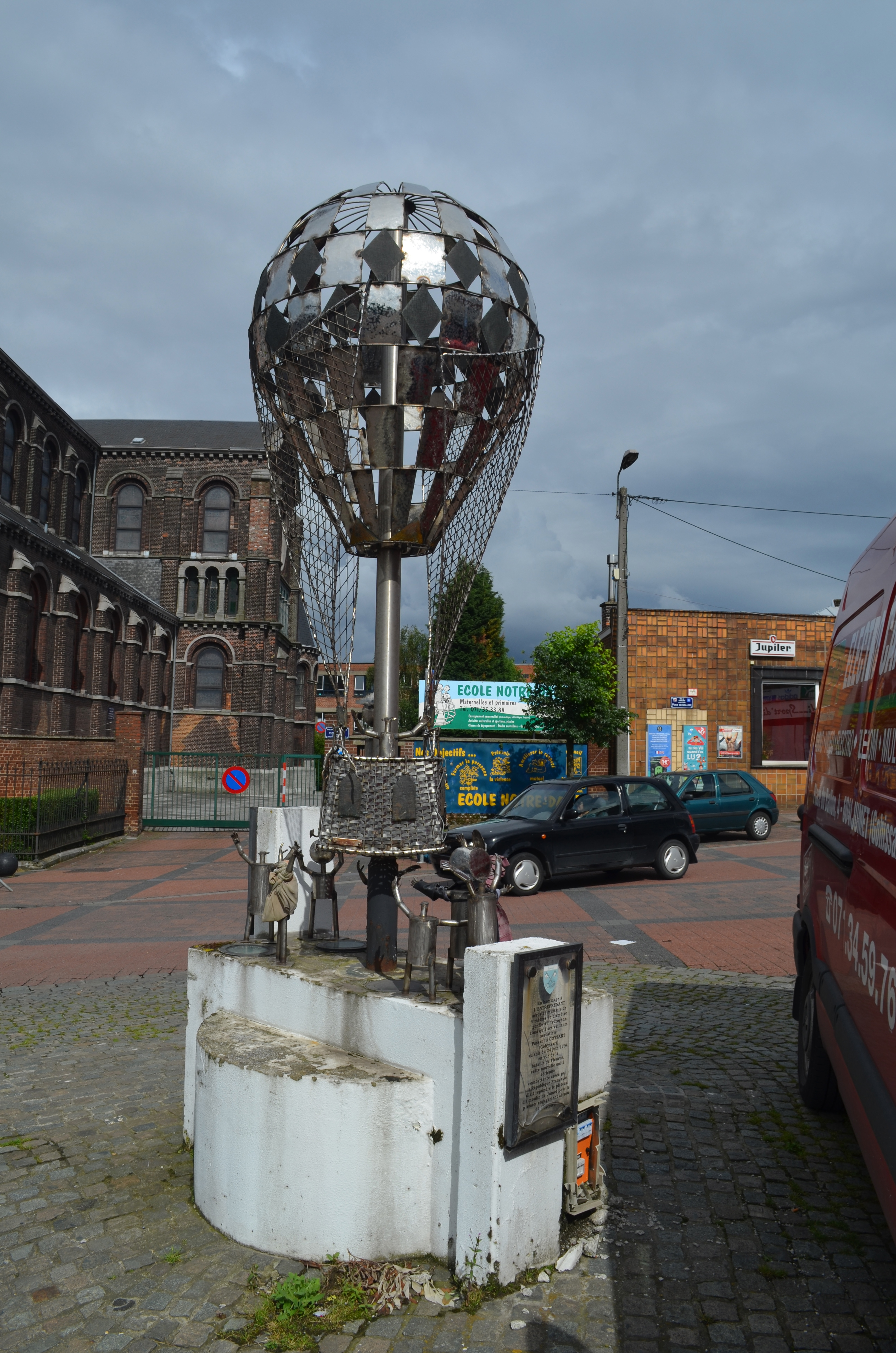
Le Ballon de l'an II, sculpture sur la place du Ballon.

Cette œuvre de l'artiste Giuseppe Miggiano est exposée au carrefour de la place du Ballon. Elle commémore le passage à cet endroit, le 24 juin 1794, d'un ballon à hydrogène transporté depuis Maubeuge, pour observer les mouvements des coalisés avant et pendant la bataille de Fleurus en 1794 (An II de la première république).

#### Maison communale
Située sur la place du Chef-Lieu, c'est le plus ancien Hôtel de Ville conservé dans l'entité de Charleroi.
C'est un édifice néo-classique construit entre 1825 et 1827 d'après les plans de l'architecte Jean Kuypers, qui deviendra plus tard l'architecte de la ville de Charleroi où il sera l'auteur du Palais de Justice de la place de la Ville Haute et de l'église Saint-Antoine à la Ville Basse.
Façade enduite alignant des fenêtres rectangulaires sur deux niveaux marqués par des bandeaux. Travées d'entrée en saillie, ouvertes au rez-de-chaussée par une triple arcade en plein cintre, surmontées d'un étage supplémentaire percé d'une fenêtre en demi-lune. À droite, petit corps contemporain, traité de la même manière, avec au rez-de-chaussée une travée serlienne.

#### Le château Mondron

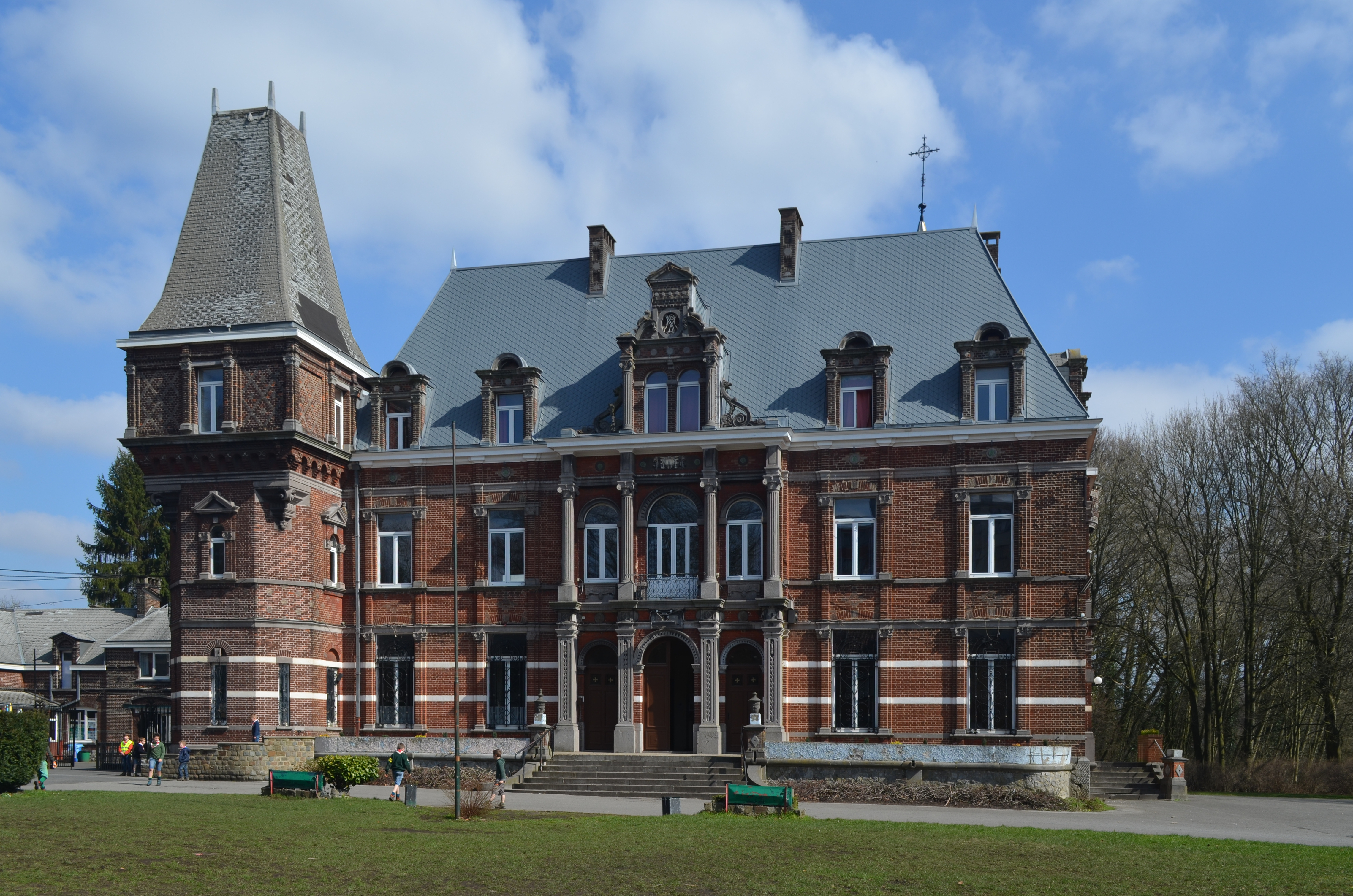
Le château Mondron.

La construction du château Mondron, sans doute le plus remarquable des châteaux d'industrie de la région, débute en 1881 à l'instigation de l'industriel Valentin Lambert (1810-1886) qui jouera un rôle considérable dans le développement de la verrerie à vitres. Géré par l'A.S.B.L. Saint-Lambert-Mondron, il se prête à la location de salles dans un cadre d'espaces verts aménagés. Le château est le point de chute de la marche Sainte-Rita de Jumet-Hamendes.

### Patrimoine religieux

#### Chapelle Notre-Dame de Heigne
La chapelle Notre-Dame de Heigne est un édifice religieux classé de style roman datant du XIIe siècle, ayant subi des transformations aux XVIIe et XVIIIe siècles. C'était un lieu de pèlerinage relativement important dépendant du prieuré de Heigne, fondé en 1231 et situé à Jumet, prieuré dépendant de l'abbaye de Lobbes. En 1937, des fouilles sont effectuées par l'architecte Simon Brigode auxquelles succèdent une restauration de l'édifice.

#### Chapelle Notre-Dame des Affligés
La chapelle Notre-Dame des Affligés de Jumet, classée en 1980, est un lieu de pèlerinage connu depuis le XVIe siècle. La chapelle actuelle fut construite en 1677 et agrandie en 1707.

#### Église Saint-Sulpice
L'église Saint-Sulpice de Jumet a des origines très anciennes. Les traces matérielles les plus anciennes d'un édifice religieux à cet endroit datent du Xe siècle. Trois églises précédant la construction actuelle sont identifiées lors de fouilles effectuées en 1967. De style classique, le bâtiment actuel est érigé entre 1750 et 1753 par un architecte anonyme. L'église de brique et pierre calcaire est très homogène. Elle est classée depuis 1949 au patrimoine culturel.

#### Église de l'Immaculée Conception
« L'église de Gohyssart à Jumet, intéressant témoignage de l'art religieux du XIXe siècle (Introduction de Luc-Francis Genicot) », est une église de style néo-roman (1863-1866), consacrée le 16 octobre 1876, édifiée d'après les plans de l'architecte tournaisien Justin Bruyenne (1811-1896) « dans l'effervescence exaltée d'une région en pleine révolution industrielle et en proie à une transformation sociale profonde et irréversible (préface de Jean-Pierre De Clercq) », près du chemin où est passé le ballon L'Entreprenant, en 1794, et où circule le charroi transportant la production houillère de la fosse Saint Louis (rue du Pont Bergerand) et de la Fosse du Ballon (ou fosse Cense) voisine vers le pavé Puissant (rue Puissant) et la chaussée de Bruxelles. Elle est proche aussi de la fosse Amercœur dite Fosse Notre-Dame-au-Bois dont le potentiel de la production nécessite l'importation d'une main-d'œuvre très importante que l'Église catholique veut garder dans son giron.

#### Église Saint-Joseph
L'église Saint-Joseph se trouve sur la place du quartier de Houbois. Construite par l'architecte Auguste Cador, celle-ci n'a cependant jamais été achevé par manque de fonds.

#### Église du Sacré-Cœur
L'église du Sacré-Cœur, a été construite dans le quartier du Try-Charly par l'abbé Boulvin sur l'ancienne savonnerie. L'église a une ressemblance avec celle de Genval (Brabant-Wallon).

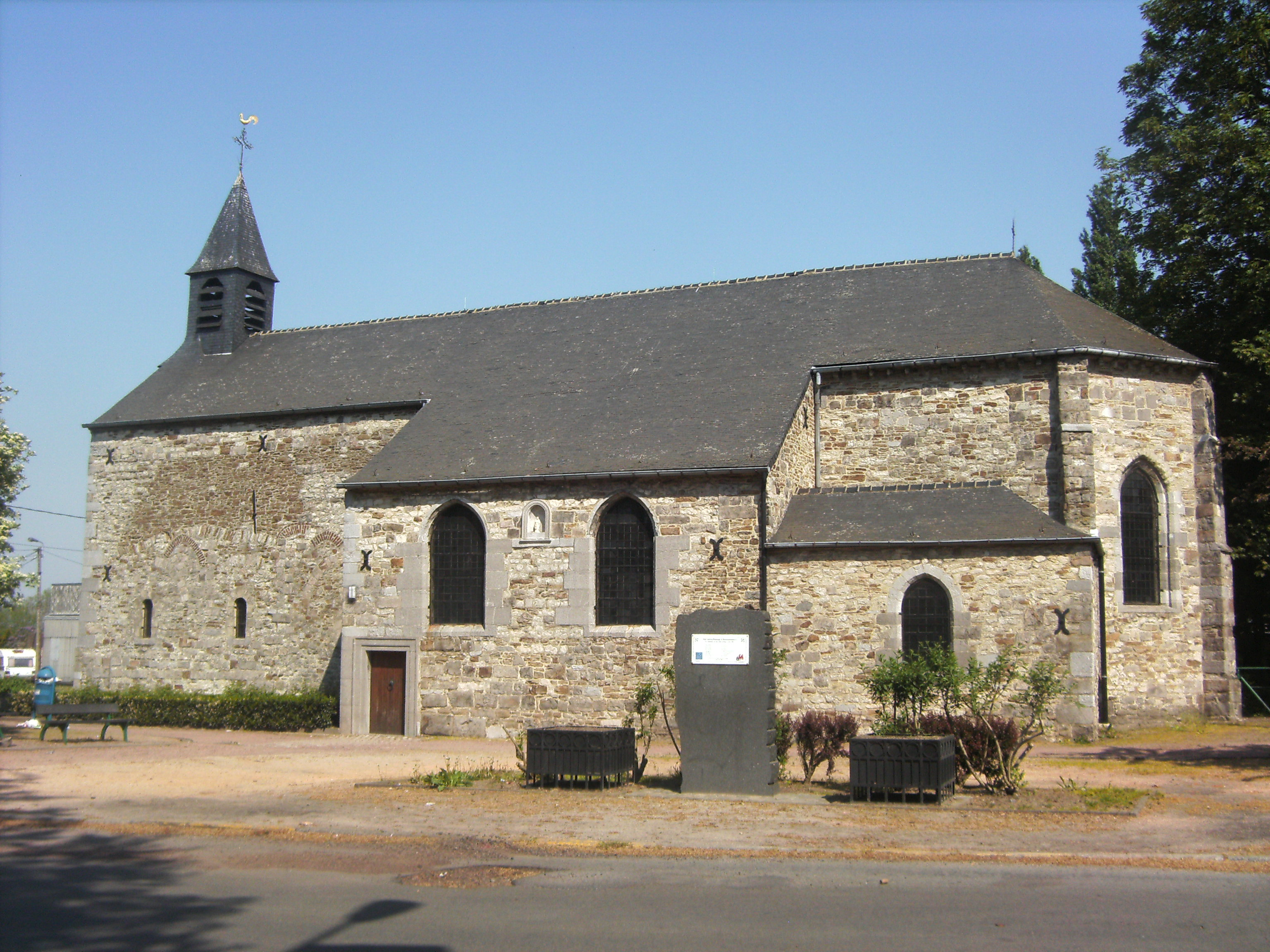
Chapelle Notre-Dame de Heigne.
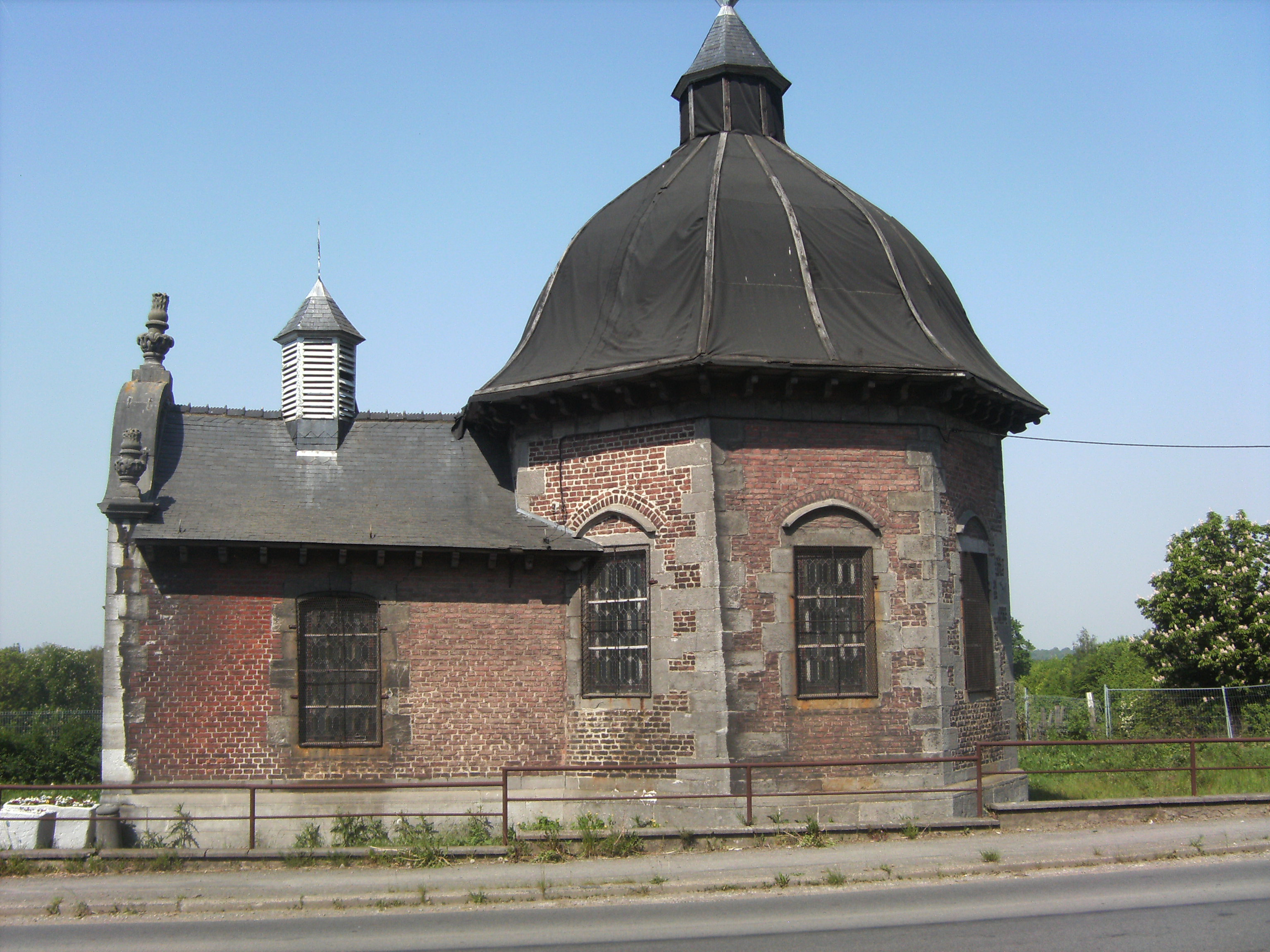
Chapelle Notre-Dame des Affligés.
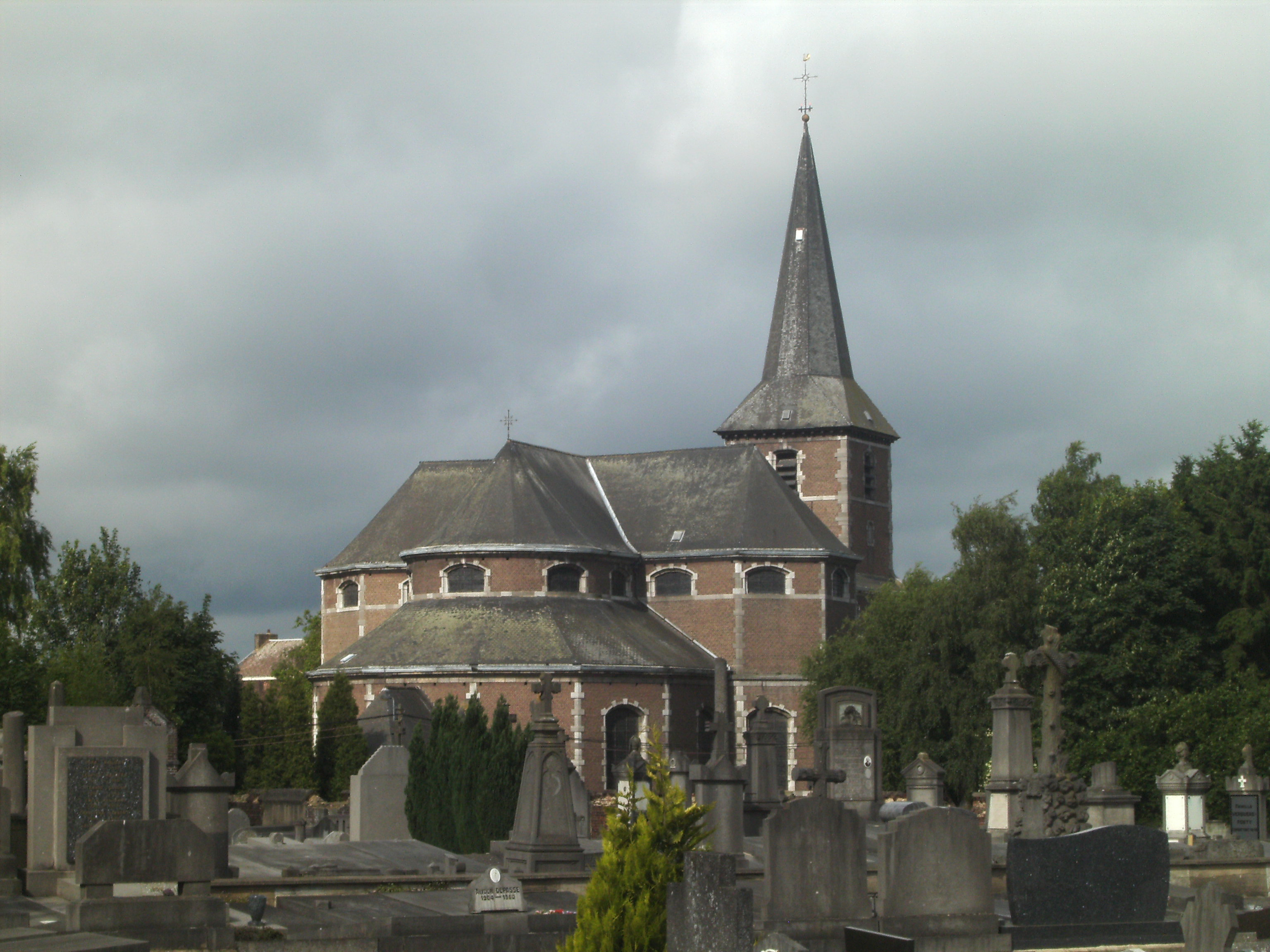
Église Saint-Sulpice.
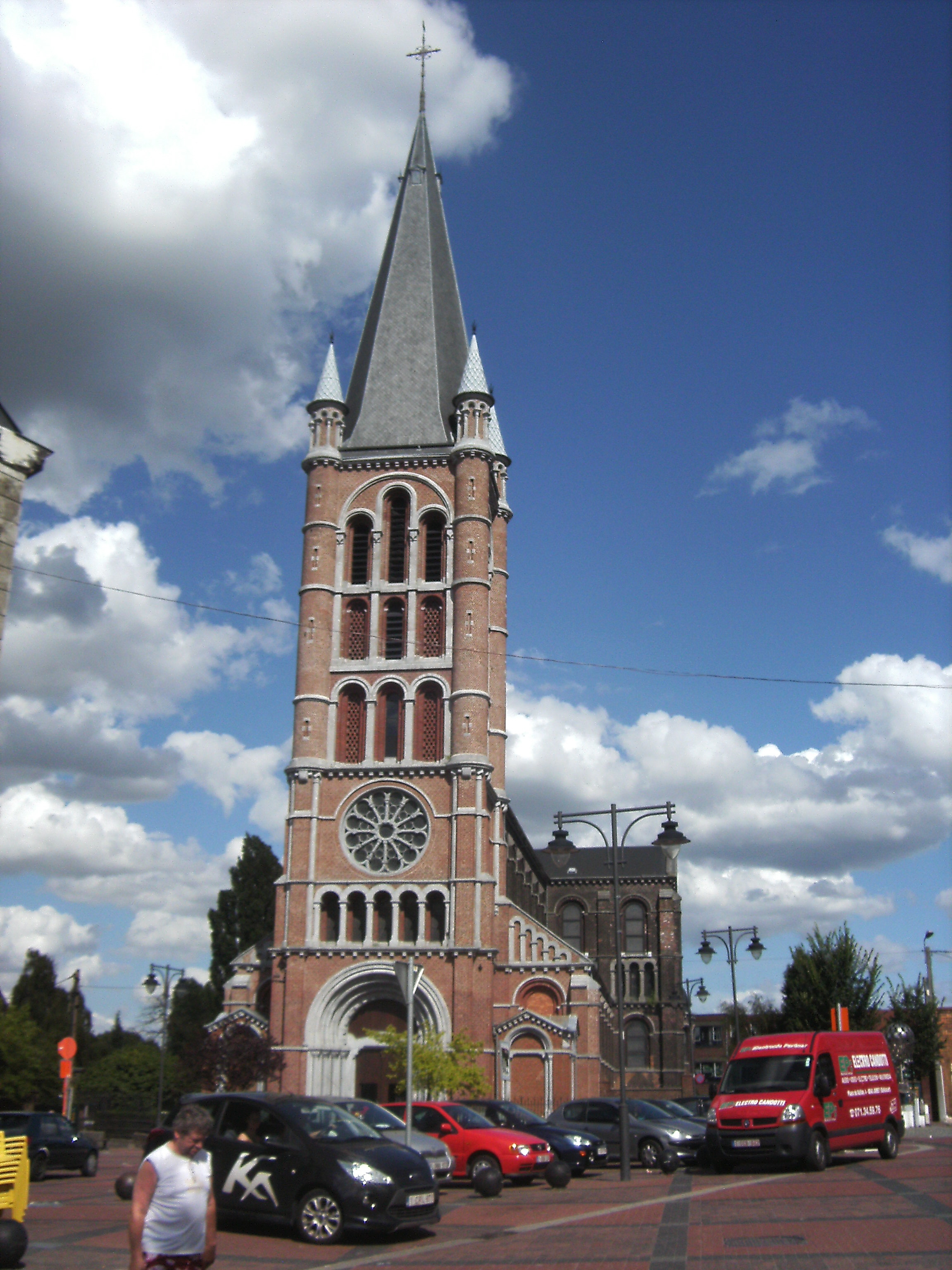
Église de l'Immaculée Conception.
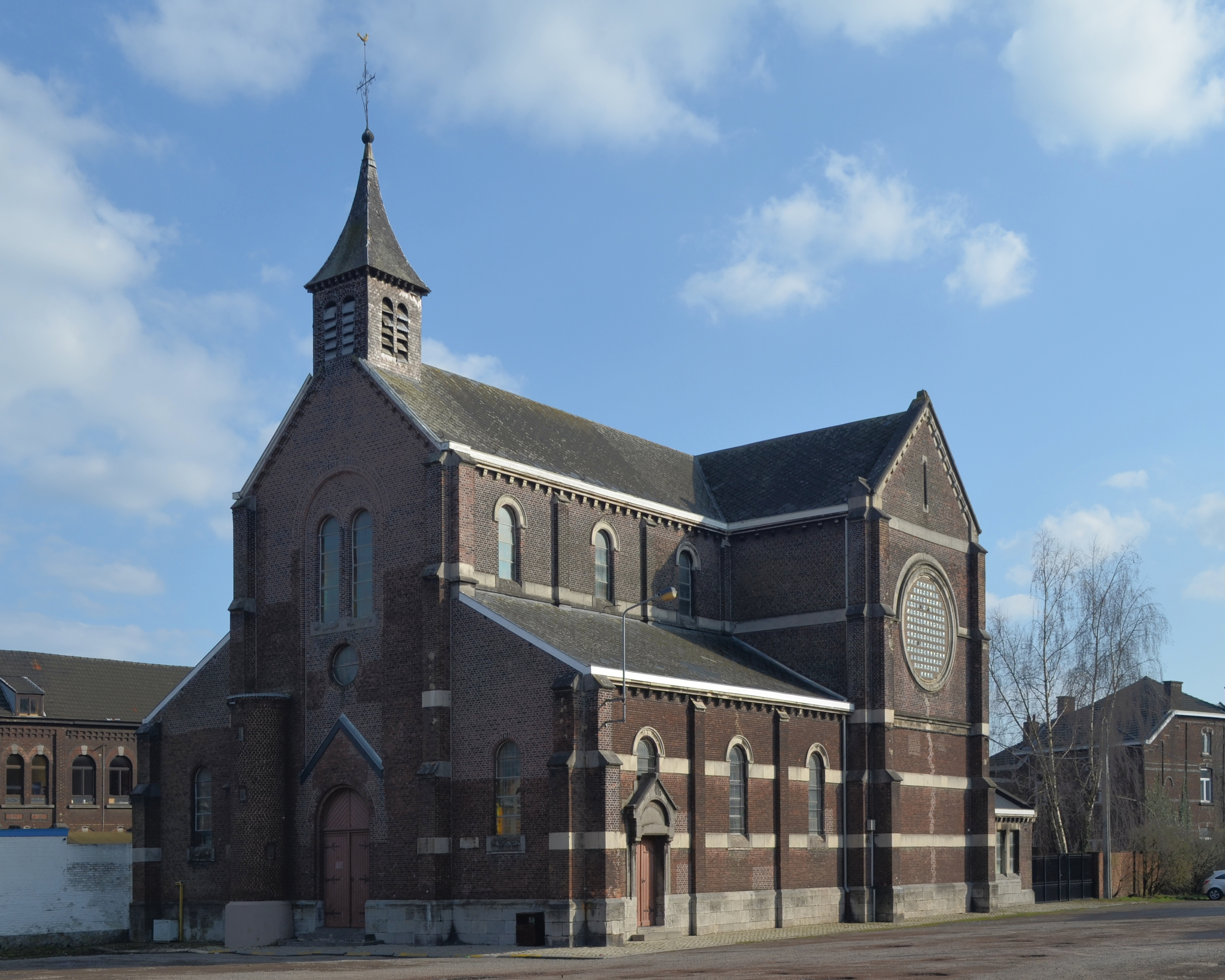
L'église Saint-Joseph.
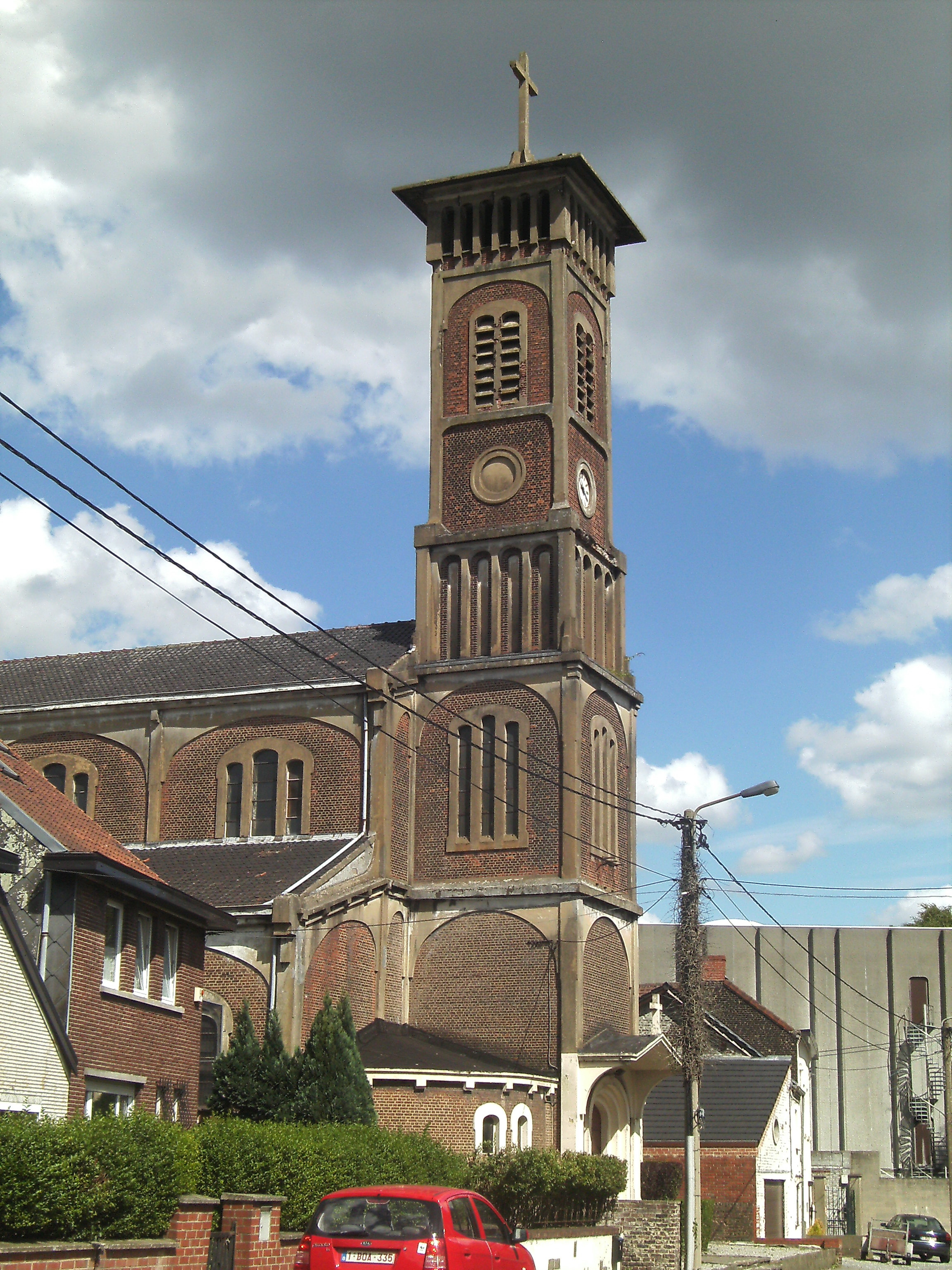
L'église du Sacré-Cœur.

#### Chapelle Notre-Dame-au-Bois

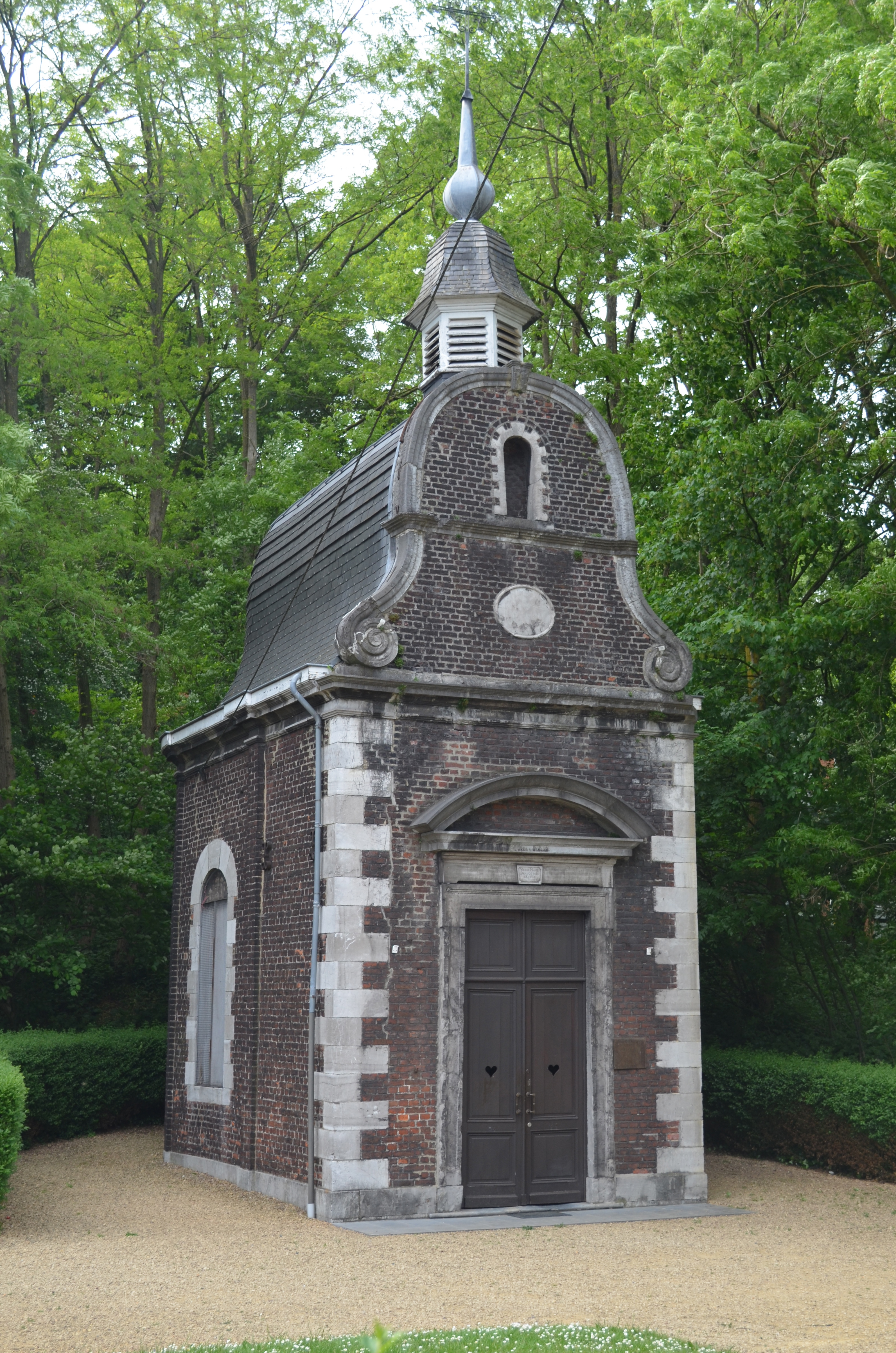
Chapelle Notre-Dame-au-Bois.

Chapelle de style baroque tardif construite une première fois en 1757 pour commémorer des événements miraculeux, démontée et reconstruite en retrait de la route par Clément Bivort en 1855. La chapelle est un lieu de pèlerinage.
Construit en brique et pierre calcaire sur un plan rectangulaire, l'édifice, monté sur un petit soubassement appareillé et cantonné de pilastres de briques, se termine par un chevet semi-circulaire aveugle. En façade, entre deux harpes d'angle, porte à encadrement calcaire à crossettes surmontée d'un entablement à fronton semi-circulaire portant le chronogramme « Vierge Marie/Danc Ce boIs/eXaVCe/nos VoeVX » (1741).
Large cordon larmier se prolongeant latéralement en corniche. Pignon en forme de fronton en plein cintre bordé de pierre et flanqué de volutes. Deux registres séparés par un cordon, comportant l'un, un second chronogramme « Mère De grâCe InfInIe/reCeVez/toVs nos VoeVX » (1733), l'autre, une niche en plein cintre à encadrement calcaire.
Dans les faces latérales, une grande fenêtre à encadrement calcaire avec arc en anse de panier à lourds claveaux et montants harpés. Corniche de pierre en cavet. Toiture d'ardoises en carène, sommée à l'avant d'un clocheton à petit toit en bulbe.

### Patrimoine immatériel

#### Tour de la Madeleine

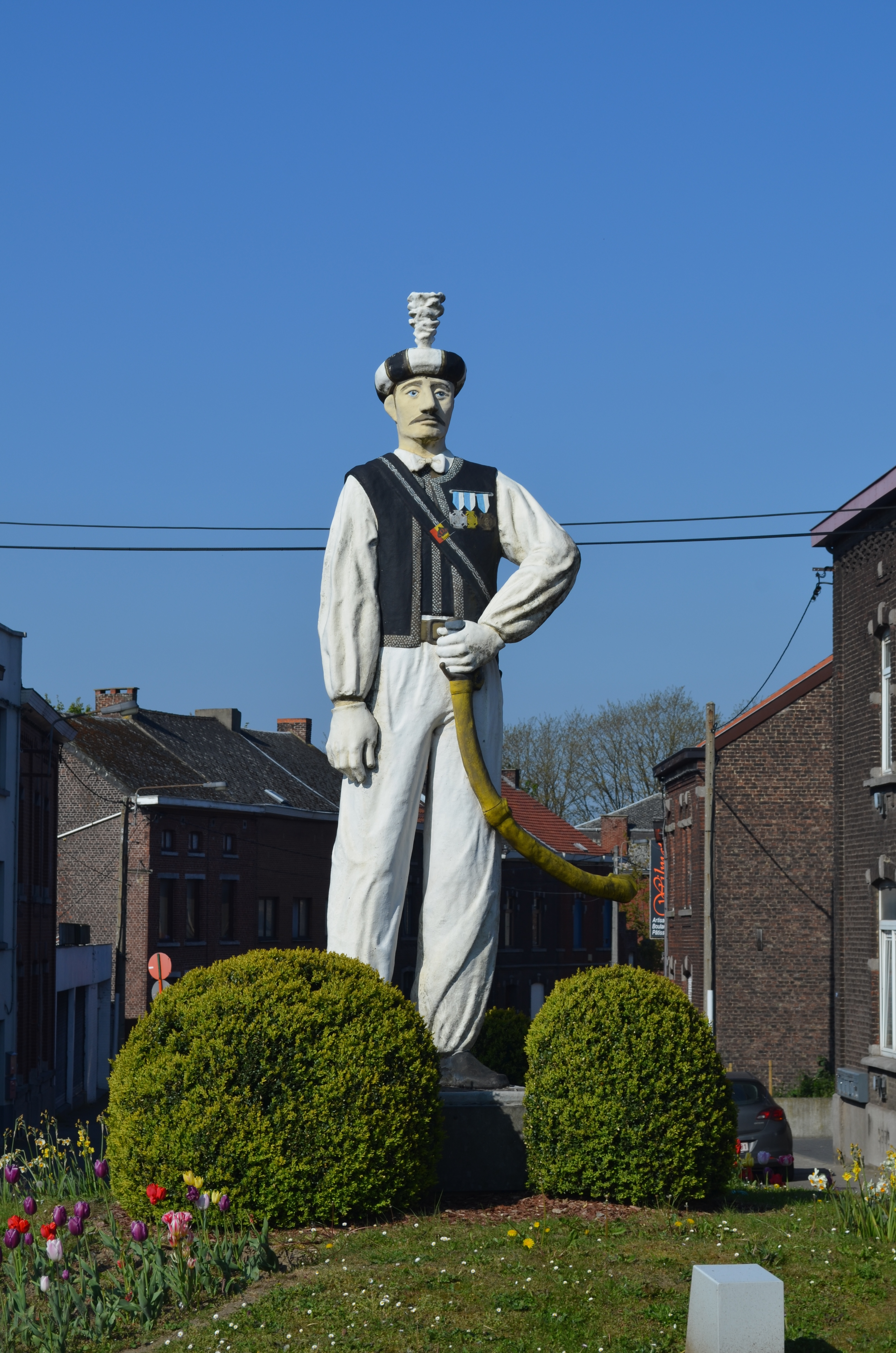
Statue du Mamelouk, installée en 1999.

Jumet c'est aussi le Tour de la Madeleine, qui est à la fois une procession religieuse et une marche folklorique, où plusieurs milliers de figurants défilent le dimanche le plus proche du 22 juillet, fête de Sainte Marie-Madeleine.

#### Marche Sainte Rita de Jumet-Hamendes
Depuis 2001, une marche folklorique, en l'honneur de Sainte Rita se déroule dans le quartier de Jumet-Hamendes. La rentrée et les temps forts de cette marche s’articulent autour du Château Mondron. Elle a lieu chaque année le deuxième dimanche de septembre.

### Culture locale

#### Média
Depuis 1980, Jumet a sa propre radio locale intitulée J600 (J pour Jumet et 600 parce que créée pour le 600e anniversaire du Tour de la Madeleine). Elle émet chaque jour en fréquence modulée 106.1.
Cette radio, dont les émissions sont animées par des bénévoles, émet depuis le quartier de Heigne. Lors des festivités du Tour de la Madeleine, elle en retransmet les événements les plus marquants.

#### Bibliothèque publique
Le réseau des bibliothèques publiques de Charleroi dispose de la bibliothèque filiale "La Madeleine", rue Ledoux, 23A, dans le quartier de la Station.

## Loisirs

### Promenades vertes

#### RAVeL 1
La section de Jumet est sillonnée d'Ouest en Est par l'assiette des anciennes lignes de chemins de fer 119 (Châtelineau)-Châtelet - Luttre-(Pont-à-Celles) et 121 Roux-Lambusart, reconverti en itinéraire réservé aux piétons, cyclistes, personnes à mobilité réduite et aux cavaliers, et nommé réseau RAVeL 1.

#### Parc de la Serna

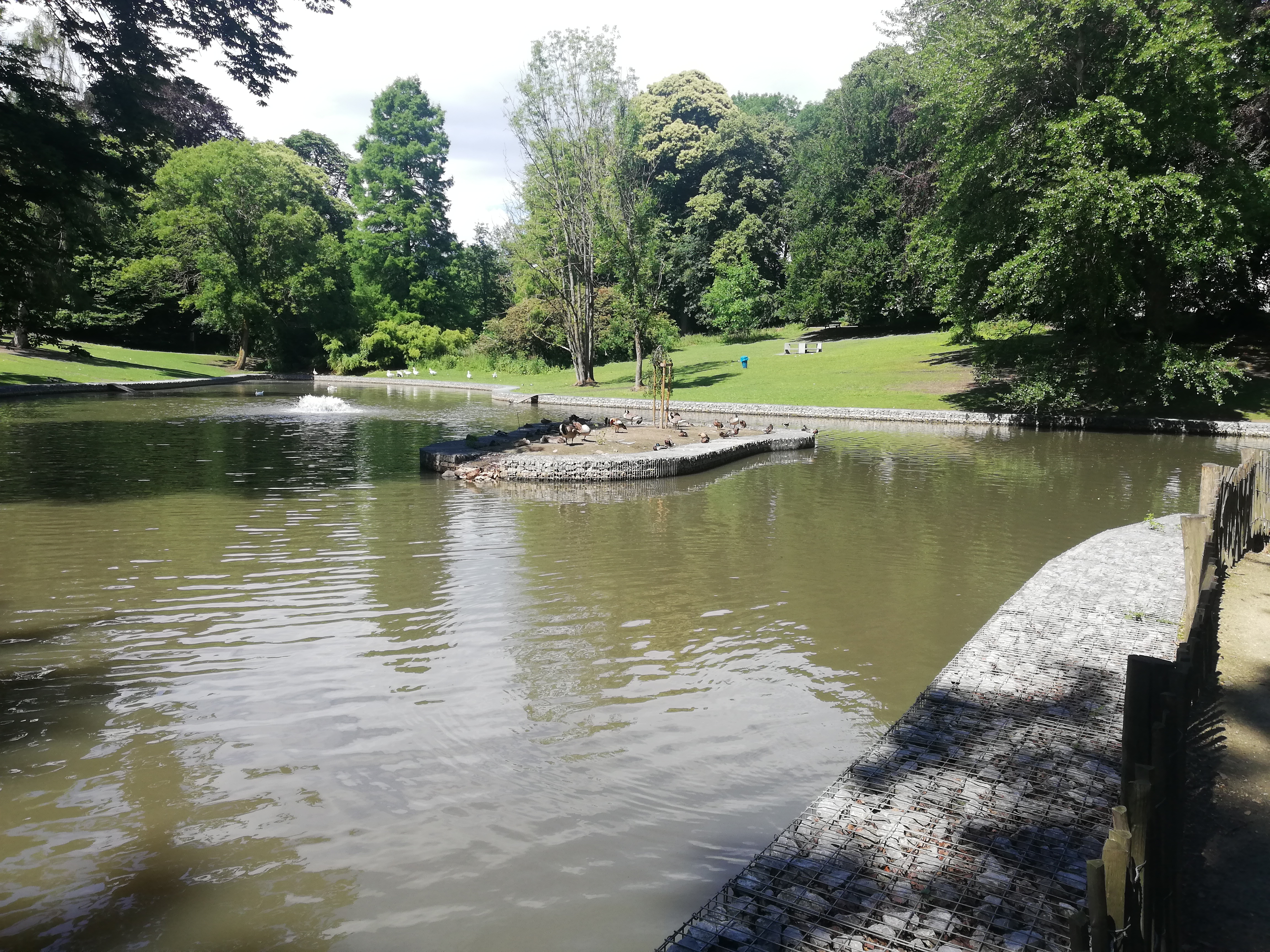
Parc de la Serna.

Le domaine est acquis en 1677 par la famille espagnole de la Serna qui s'en sépare en 1960. Le château est rasé en 1970 pour permettre le développement de la zone industrielle de Jumet, mais le parc appartient à la Ville de Charleroi et est ouvert au public. Seize hectares de bois maintenus dans un état semi-sauvage et propices aux balades. Les promenades de printemps y sont particulièrement fleuries.

#### Parc Bivort
Le patron-verrier Henry-Joseph Bivort (1809-1880) était le frère de Clément, directeur des charbonnages d'Amercœur et administrateur de nombreuses sociétés. En 1868, il fait construire une vaste maison bourgeoise dans sa propriété de la Bruhaute et y aménage un parc. Le château est aujourd'hui rasé, mais le parc est ouvert au public. Il répond aux règles paysagères anglaises par sa longue drève de marronniers centenaires. Une pièce d'eau en forme de goutte agrémente le centre du site où sont plantés de nombreux arbres rares et remarquables.

## Économie
La brasserie de l'Union, fondée en 1864, a produit jusqu'à 350.000 hl, en 1978,. Elle est fermée en 2006.

### Service de santé

#### Maison de repos
- Résidence Biernaux sprl, rue Maximilien Wattelart.
- Résidence Saint-Vincent[64][source secondaire nécessaire], rue de Bayemont.
- Les Marronniers, maison de repos et de soins[65][source secondaire nécessaire], rue Jules Wauters.
- Résidence Jules Bosse, rue de Gosselies[66][source secondaire nécessaire], (faisant partie du CPAS de Charleroi).

#### Clinique
- Polyclinique de la Madeleine HUmani-CHU Charleroi-Chimay[67], rue de Borfilet.

## Sports et vie associative

### Sports

#### Clubs
- Football : Royal Jumet Sport Club[68].

- Rugby : Black-Star Charleroi[69].

### Vie associative

#### Jumelage
Saint-Junien (France)

## Personnalités
- François-Louis et François-Joseph Puissant, maîtres de forges : François-Louis Puissant (1690-1757) est le deuxième fils de Noël. Né à Charleroi le 25 août 1690, il épouse le 12 mai 1710 en l'église de Marcinelle Marie-Dorothée Molle et ils s'établissent à Charleroi où ils ont onze enfants dont François-Joseph baptisé à Charleroi le 9 février 1716 et inhumé dans l'église de Marcinelle où sa pierre sépulcrale est toujours en place et bien visible[70].
- Clément Bivort (1819-1875) : né à Jumet le 1er octobre 1819 et décédé en son château de Fontaine-l'Évêque le 18 septembre 1875. Directeur de la S.A. Charbonnages de Monceau-Fontaine et du Martinet dès 1842, il est également administrateur de la Société d'Amercœur constituée en 1823 à Jumet et dont la famille Bivort possède la moitié des parts. Il en devient le directeur au plus tard en 1860. Il devient vice-président de l'Association charbonnière des bassins de Charleroi et de la Basse-Sambre. En 1860, il est conseiller provincial du canton de Fontaine-l'Évêque. Le mécénat de la famille Bivort et de la Société d'Amercœur ont contribué à l'édification de l'église de l'Immaculée-Conception de Jumet-Gohyssart. En 1875, il forme avec l'avocat Clément Tahon (†1877), bourgmestre de Jumet, président du Cercle catholique de Charleroi de 1871 à 1877, un comité provisoire pour l'édition d'un journal catholique à Charleroi afin de lutter contre « la propagation impie des ennemis de la religion ». Il est le frère d'Édouard (1814-1886), curé de Gohyssart de 1866 à 1886 et le frère d'Henri-Joseph Bivort-Schmidt (1809-1880), maître de verrerie à Jumet-Coupe depuis 1845 et dont le château construit en 1868 se trouvait dans le parc qui porte aujourd'hui son nom à la rue Wattelar. À eux trois, ils contrôlent la vie sociale, économique et culturelle de Jumet-Gohyssart[71].
- Eugène Baudoux : (1841-1912) : maître-verrier. En 1883, il entreprend dans sa verrerie des Hamendes la construction d'un four à bassin très perfectionné en tirant parti des expériences de l'ingénieur Martin-André Opperman (1846-1930) et de son frère Léon Baudoux (1837-1898). Il construit ensuite un deuxième et encore un troisième four encore plus grands. Ce dernier peut contenir 350 tonnes de verre en fusion et exige la présence permanente d'une centaine de souffleurs. Avec ses nouveaux outils, il impose des conditions de travail défavorables. En 1886, dans une économie en récession, le conflit ne va pas tarder à éclater. Le 26 mars 1886, les grévistes saccagent ses installations et incendient son château. Eugène Baudoux attaquera en justice Jumet et les communes environnantes pour n'avoir pu maintenir l'ordre. Il exige et obtient de plantureuses indemnités qui lui permettront de remettre ses usines en état. En novembre 1886, il a déjà reconstruit un four à bassin[72].
- Louis Lambert (1842-1921) : né le 24 juillet 1842, Louis Lambert est le fils de Valentin Lambert, administrateur de plusieurs sociétés charbonnières et de la Banque centrale de la Sambre, qui a joué un rôle moteur dans le développement de la verrerie à vitres dans la région de Charleroi. Louis Lambert développe considérablement sa verrerie des Hamendes et en fait une des plus importantes de la région et du monde. Il est président de l'Association des Maîtres de verreries belges de 1890 à 1895 et devient également président du conseil d'administration de plusieurs entreprises charbonnières et métallurgiques. En 1895, il participe à la création des verreries du Donetz, en Russie, dont son fils Fernand deviendra directeur. Il décède à Charleroi le 19 janvier 1921[73].
- Émile Gobbe (Auberchicourt 1849 - Jumet 1915), maître verrier. Avec Émile Fourcault, il met au point un type de four à bassin qui équipera la majorité des verreries dans le monde. Il invente et développe vers 1901 de la machine à étirer le verre, dans les dépendances du « château Gobbe » à la rue Léopold Jacqmain.
- Fernand Biernaux (1870-1945) : ingénieur-brasseur de génie, il marque le monde de la brasserie en Belgique et est le premier à produire des bières à basse fermentation[74].
- Fernand Mayence, né à Jumet en 1879 et y décédé en 1959, philologue, helléniste, archéologue et professeur d'université belge.
- Léon Molle (1881-1959), chef d'orchestre au Théâtre Royal de la Monnaie.
- Simon Brigode (1902-1978), né à Jumet, architecte et professeur à l'université catholique de Louvain.
- Adhémar Hennaut (1899-1976), né à Jumet, dirigeant du Parti Communiste belge (1921-1928), de l'Opposition de gauche (1928-1930) et de la Ligue des Communistes Internationalistes (1932-1939).
- Roger Guérin (1896-1954) : né à Jumet, céramiste de la période Art déco.